# ІнтерАМІ
ІнтерАМІ ― група інженерних компаній, що спеціалізуються на розробці та виробництві інтер'єрів літаків і вертольотів; будівельних матеріалів та виробів з полімерного бетону; пакувальних матеріалів з гофрокартону; серійному виробництві телевізорів «Amitron». Найбільш відомими розробками ІнтерАМІ стали інтер'єри пасажирських літаків Ан-74ТК-300 і Ан-74ТК-300Д (2001-2003), Ан-140 і Ан-140-100 (1999-2004), Як-40 (2002) та L-410 UVP-E (1999-2008).

## Історія

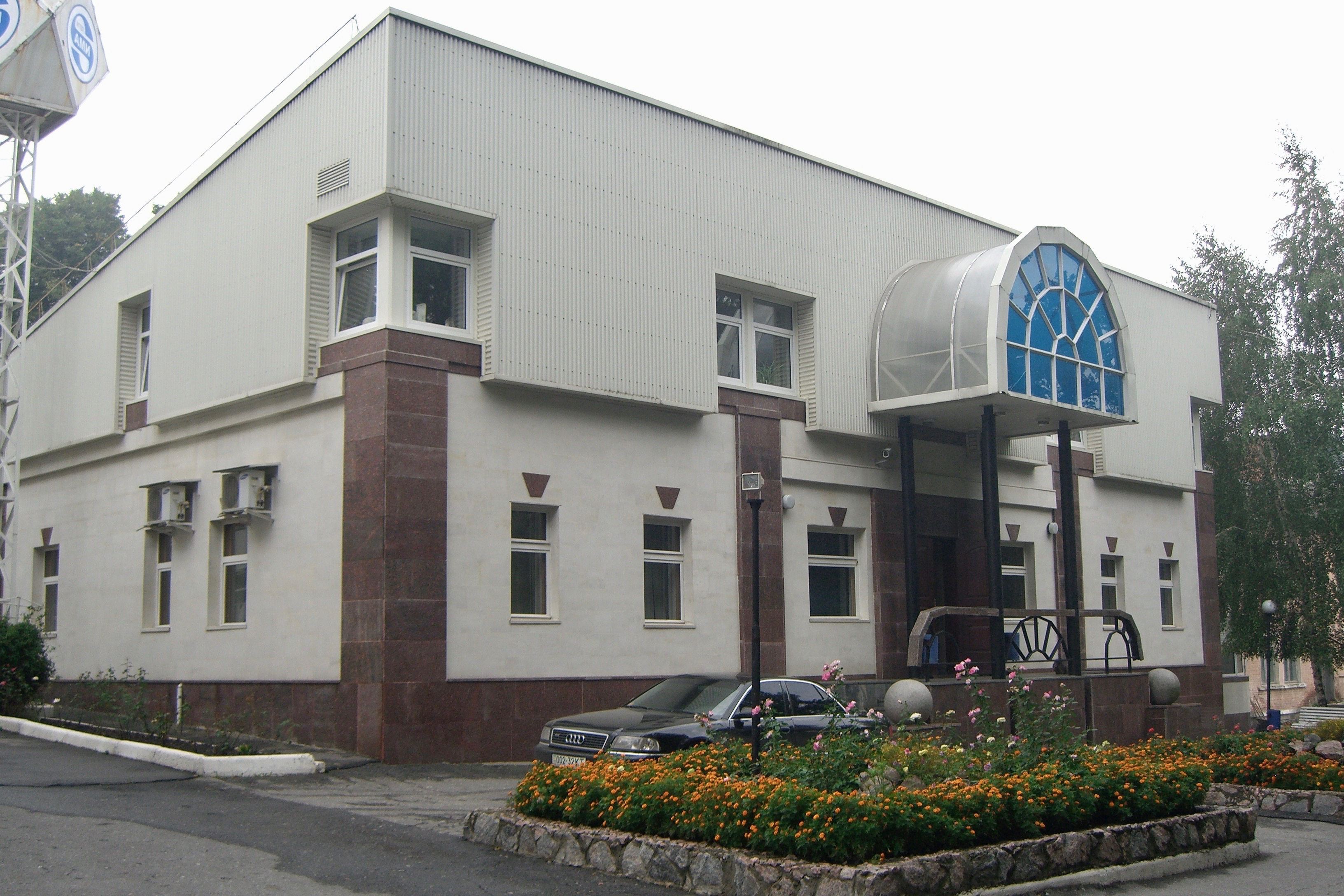
Центральний офіс ІнтерАМІ (2000 рік)

ІнтерАМІ була створена 1 серпня 1990 року. Заснована Павлом Науменком. У різний час співзасновниками ІнтерАМІ були Олександр Казначеєв, Сергій Пироженко, Микола Бородулін та інші.

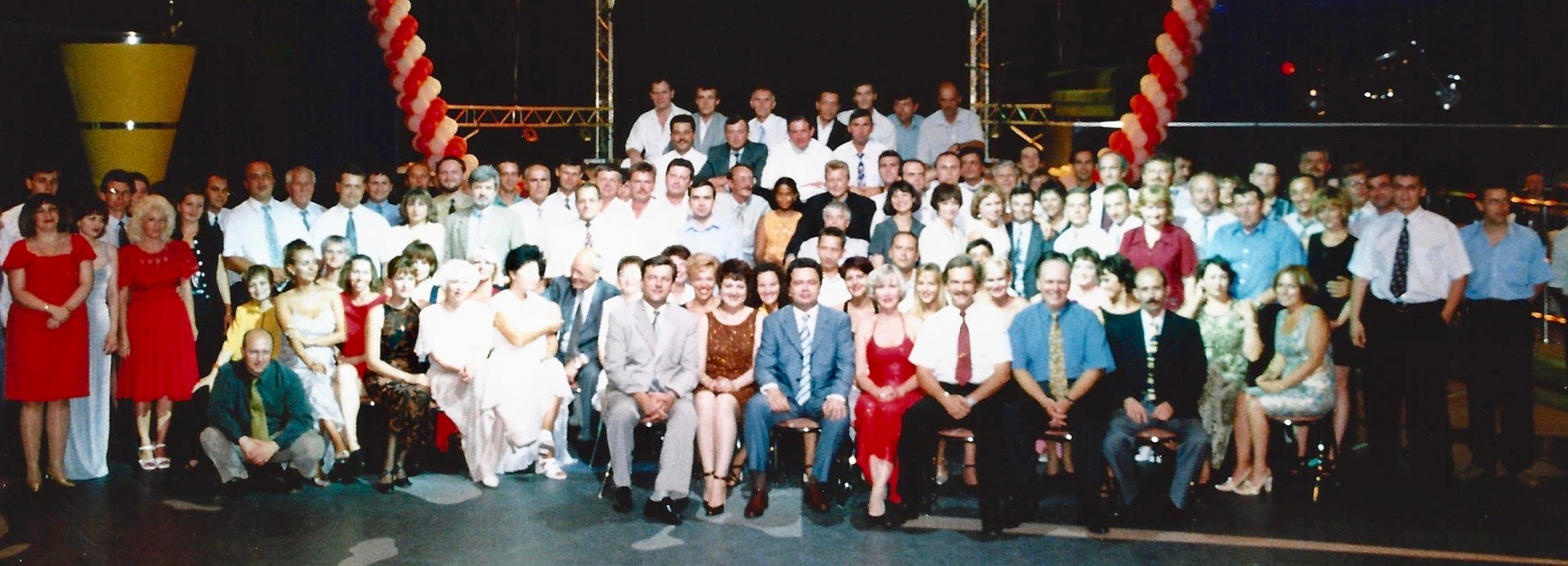
Співробітники ІнтерАМІ під час святкування 9-ти річчя фірми (1999 рік)

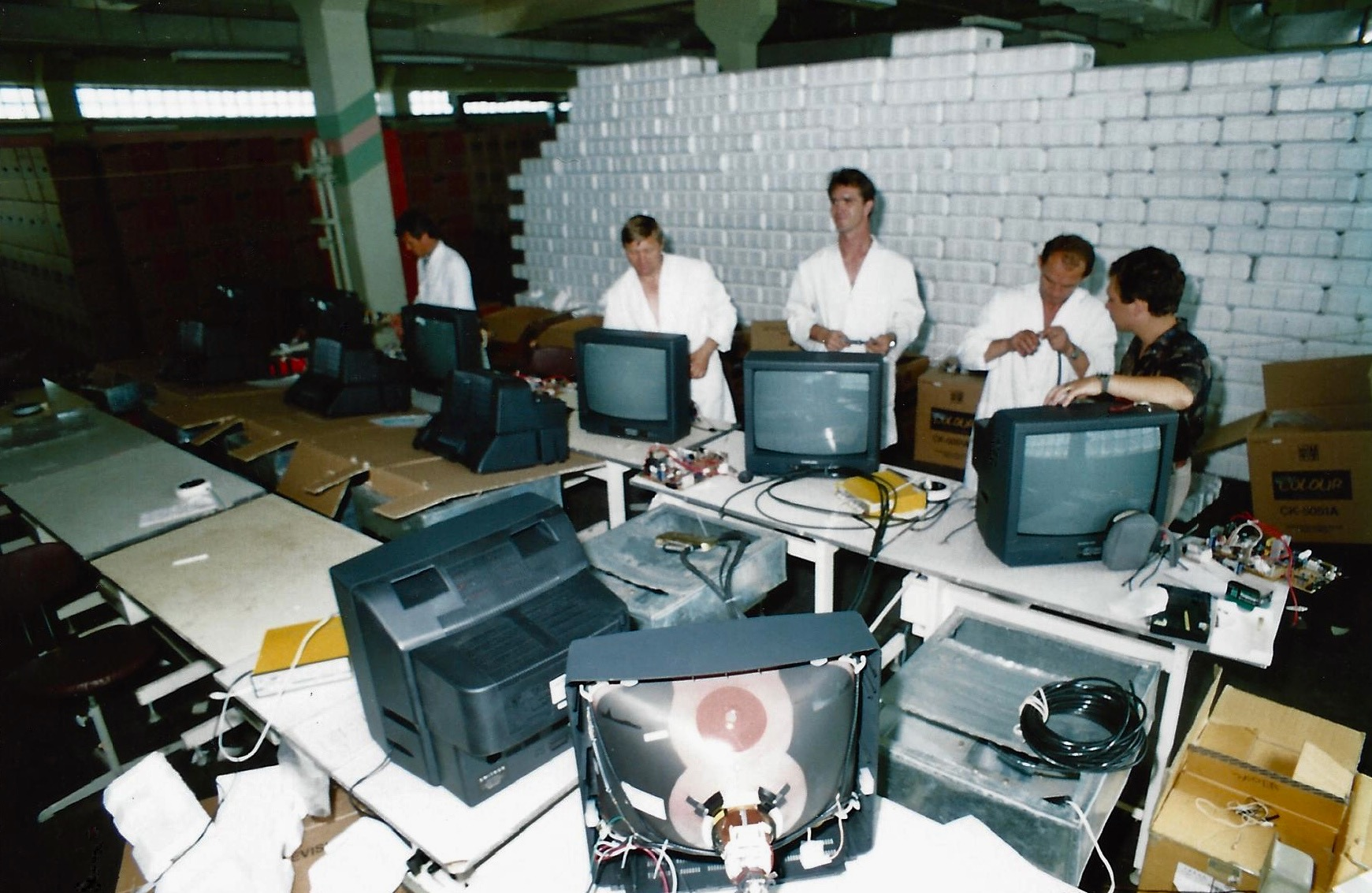
ІнтерАМІ: телевізори Амітрон-Самсунг серійно випускалися з 1993 по 1995 рік

З початку 90-х років ІнтерАМІ організовує в Харкові складання телевізорів «Amitron» з комплектуючих фірми Samsung. В цей же період було розпочато виробництво невеликих партій гірських велосипедів «Pelican» спільно з тайванською фірмою «Peakworld». У липні 1997 року відбулося відкриття виробничого комплекса «Полімер» (вироби з полімерної бетону на основі технології та обладнання фірми ADM-Isobloc GmbH (Німеччина)).

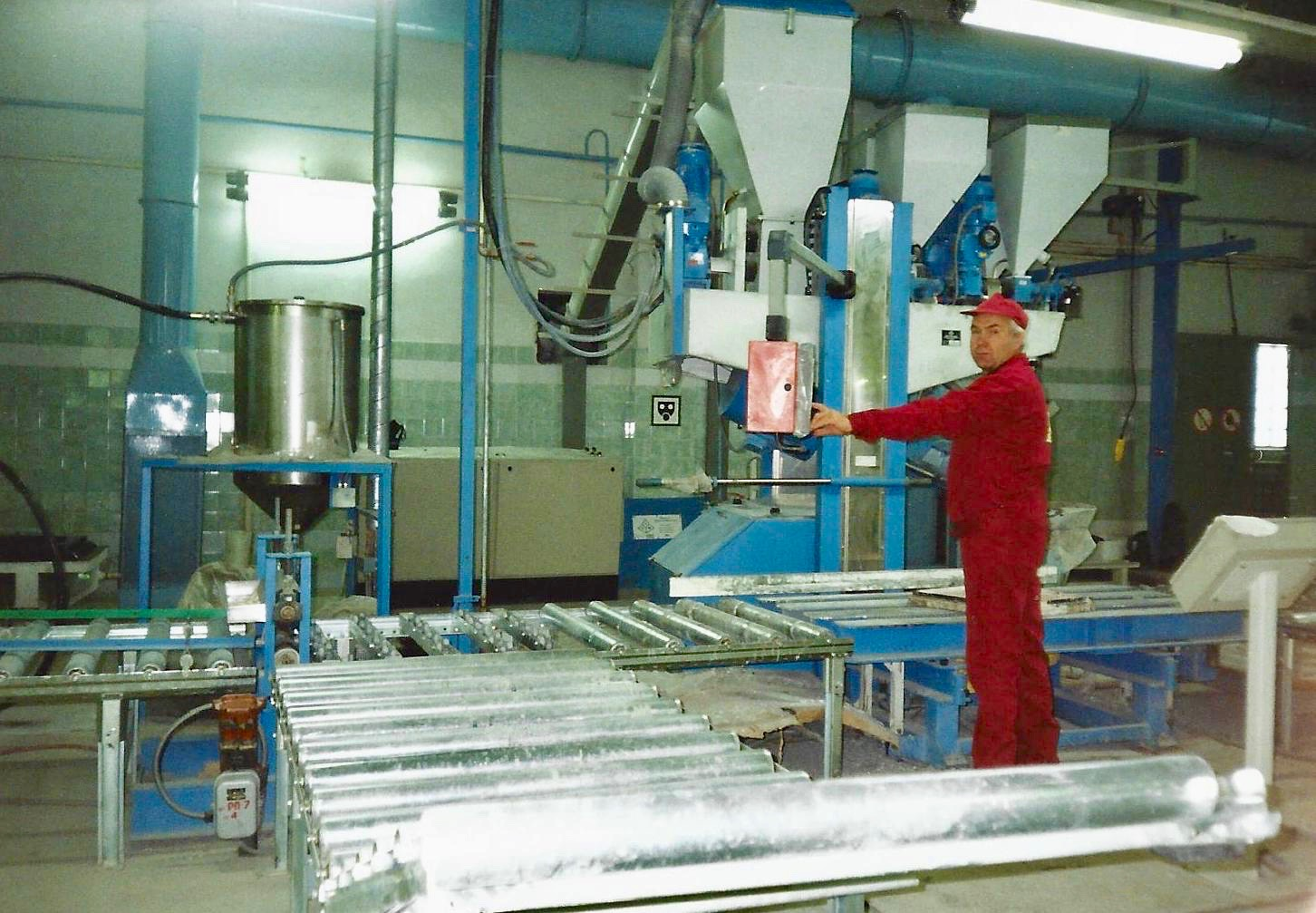
Виробництво виробів з полімерної бетону на заводі "Полімер" ІнтерАМІ (Харків, 1997 рік)

З 1996 року розпочато співпрацю ІнтерАМІ та Харківського державного авіаційного виробничого підприємства (ХДАВП), що призвело до створення 15 липня 1996 року «Торгового дому ХДАВП», який був організований за погодженням з Міністерством машинобудування, військово-промислового комплексу і конверсії України. Завдяки ефективній роботі «Торгового дому ХДАВП», були розблоковані та реалізовані міжнародні контракти на постачання літаків Ан-74 різних модифікацій, зокрема: договір на постачання 12-ти літаків Ан-74Т-200 і Ан-74ТК-200 в Іран в 1996-1998 роках та літака Ан-74ТК-100 в Лаос в 1998 році.
У 1999 році створено підприємство «ІнтерАМІ-Інтер'єр» з розробки та серійного виробництва інтер'єрів транспортних засобів, переважно літаків і вертольотів. На підґрунті сучасних технологій, а також в співпраці з компаніями Weaver Associates Ltd. (Велика Британія), Farner Aircraft Seat Technologies (Швейцарія), «Flex-O-Therm B.V.» (Нідерланди), Krypton Electronic Engineering N.V. (Бельгія), Kawasaki (Японія) та іншими за короткий термін вдалося створити виробничий комплекс авіаційних інтер'єрів світового рівня. Першою серійною розробкою був інтер'єр пасажирського 52-х місного літака Ан-140 (1999), який став базовим для цього типу повітряного судна. За період роботи підприємства «ІнтерАМІ-Інтер'єр» було отримано понад 100 патентів України, Росії, США та Ірану на винаходи, промислові зразки та виробничі методи.
6 липня 2002 року ІнтерАМІ заснувала авіакомпанію "Аероміст-Харків". Авіакомпанія "Аероміст-Харків" була однією з перших авіакомпаній України, що розпочала експлуатувати на своїх маршрутах нові українські пасажирські літаки Ан-140.
Крім інженерних проектів, ІнтерАМІ брало участь у громадських та благодійних програмах. 30 січня 1992 року за ініціативою ІнтерАМІ була створена Федерація акробатичного рок-н-ролу України, а Павло Науменко став першим президентом федерації. У травні 1992 року ІнтерАМІ стає засновником харківської молодіжної газети «Событие» (колишня «Ленінська зміна»). За фінансової підтримки ІнтерАМІ, газета «Событие» видавалася до 2005 року.
Активна діяльність ІнтерАМІ була припинена в 2008 році. Ліквідаційна процедура фірми завершена в червні 2019 року.

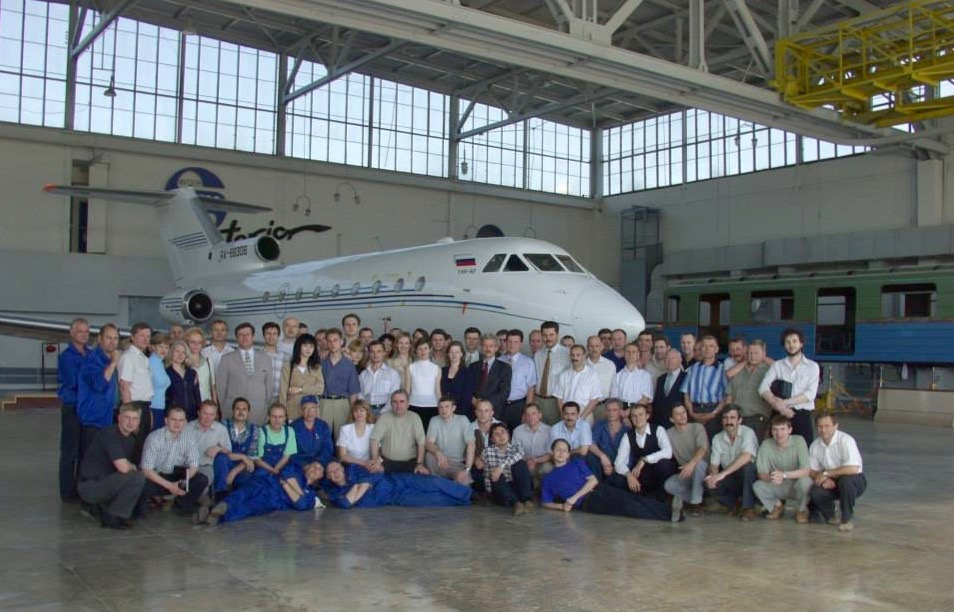
Передача замовнику літака Як-40 VIP, переобладнаного на підприємстві ІнтерАМІ-Інтер'єр (2002 рік)
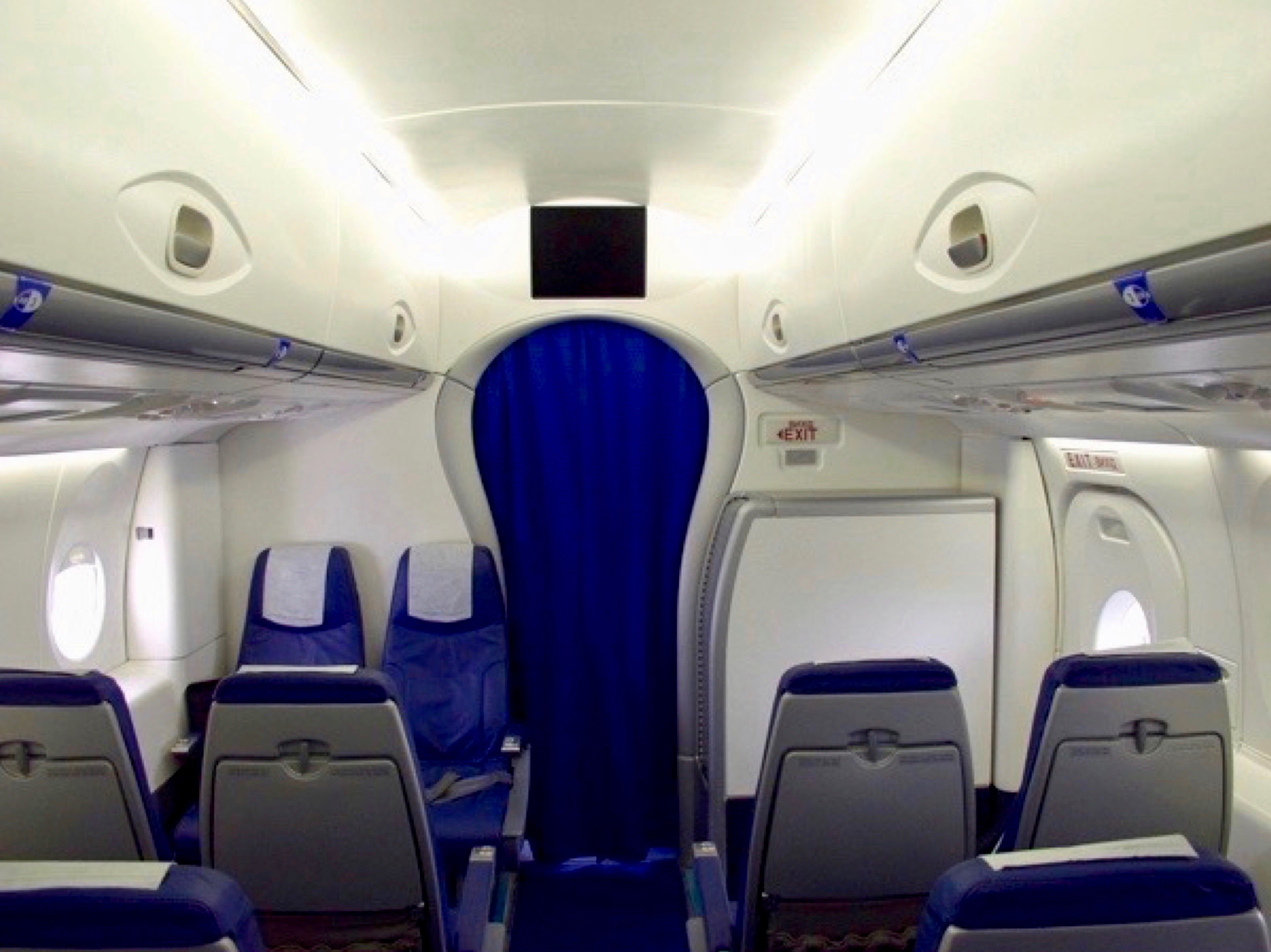
Пасажирський салон бізнес-класу літака Ан-74ТК-300 розробки і виробництва ІнтерАМІ (2001 рік)
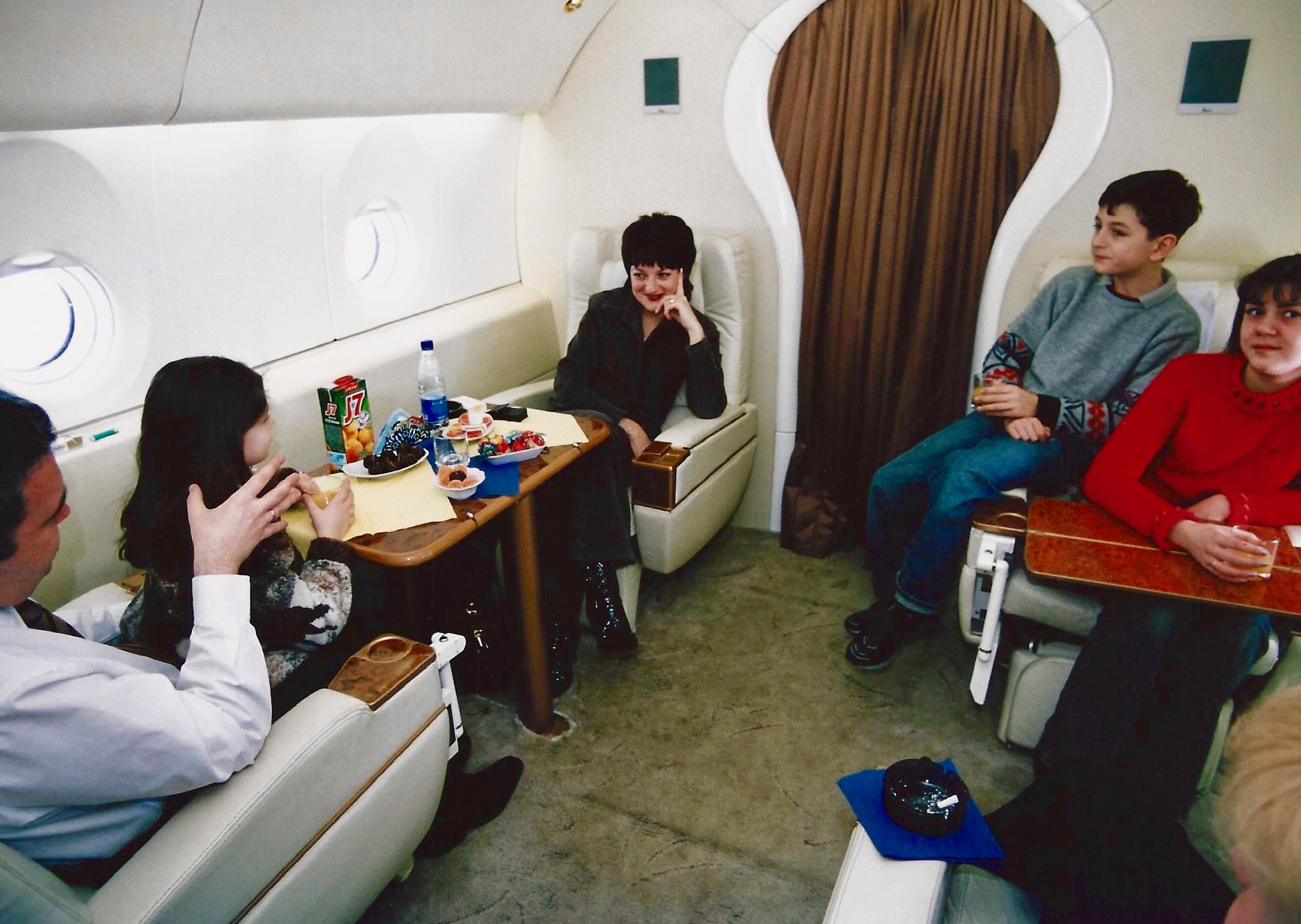
Літак Ан-74ТК-200 (UR-74038) був одним з найбільш універсальних і комфортних вантажних літаків, який довгий час використовувався в транспортному загоні ХДАВП
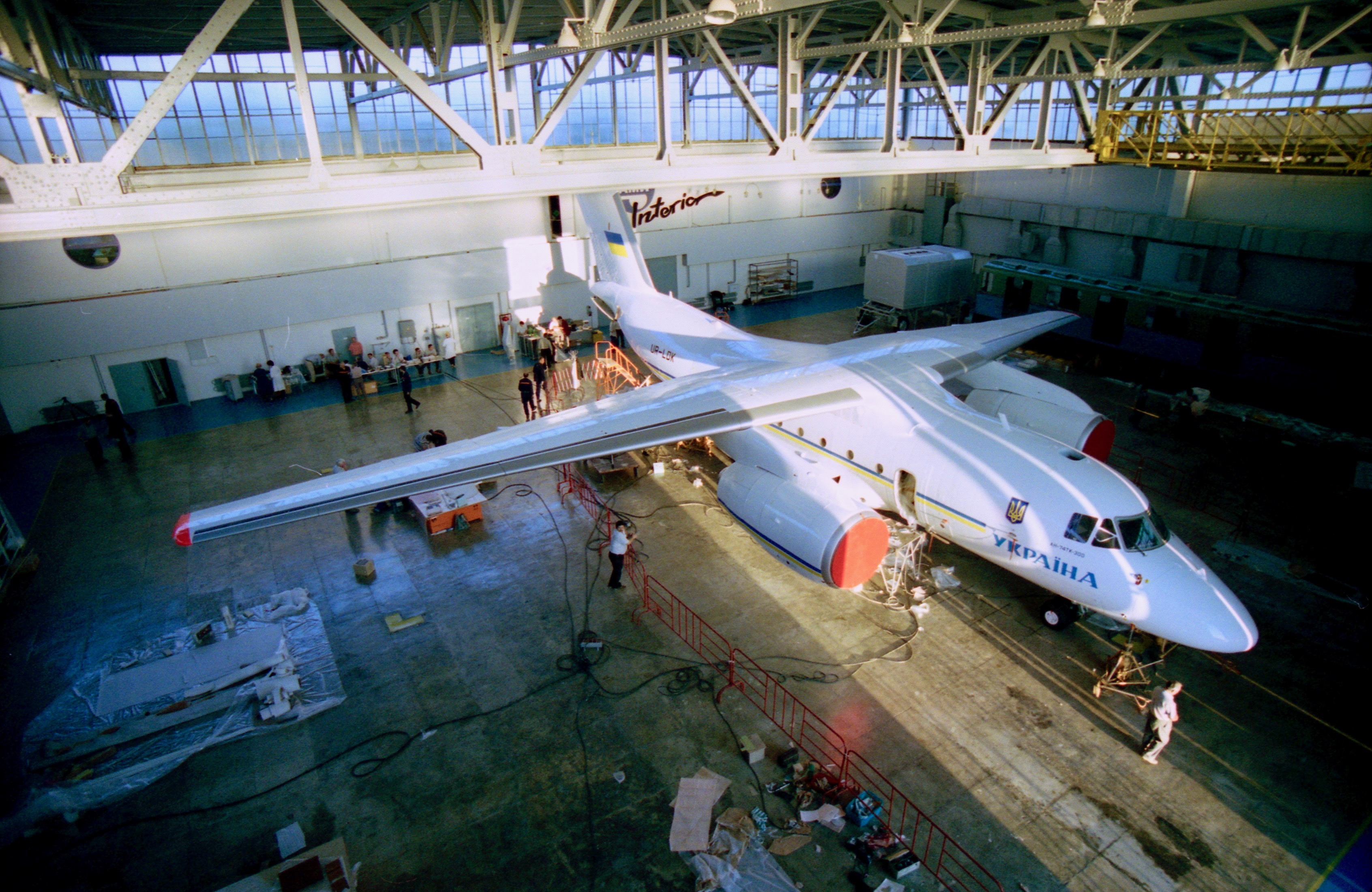
Президентський літак Ан-74ТК-300Д під час обладнання ексклюзивним інтер'єром на підприємстві ІнтерАМІ-Інтер'єр (2003 рік)
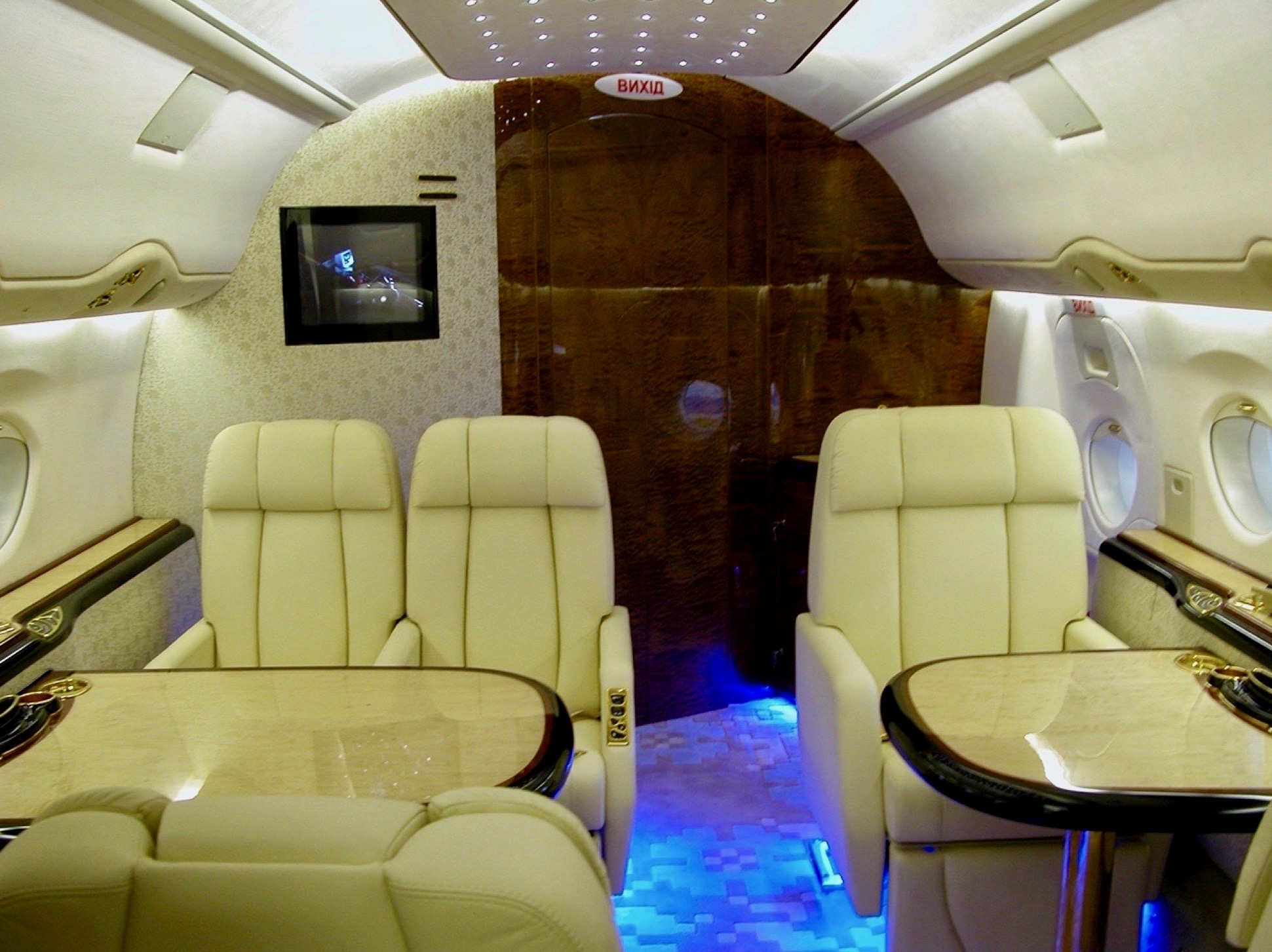
Салон Першого пасажира літака Ан-74ТК-300Д розробки і виробництва ІнтерАМІ (2003 рік)